# 葉夫根·格里岑科
葉夫根·格里岑科（烏克蘭語：Євген Олександрович Гриценко；1995年2月5日—）是一名烏克蘭足球運動員，司職守門員。

## 職業生涯
格里岑科是頓內次克礦工的青訓產品，他在2012年簽下職業合約。他曾替頓內次克礦工三隊踢烏克蘭足球乙級聯賽和烏克蘭足球超級聯賽預備組，但效力10年間未曾正式在一隊上場。他在2017年被外借到馬里烏波爾，但一星期後便回到母會預備隊，最終在2018年6月28日正式外借到該隊，為期一年。2022年11月7日，阿美尼亞球會凡恩與格里岑科簽約，但他在2023年2月9日離開，之後他投效塔吉克超級足球聯賽球會庫洛布光。2024年3月5日，塔吉克球會宣佈延長格里岑科合約至2025年球季。

## 榮譽
庫洛布光
- 塔吉克超級盃：2023[6]